# Bill Geddie
William Fredrick Geddie, dit Bill Geddie, né le 17 juillet 1955 à San Antonio au Texas et mort le 20 juillet 2023 à Rancho Mirage en Californie, est un producteur de télévision américain. Il produit notamment le talk-show The View, diffusé sur la chaîne de télévision américaine ABC.